# Grand Prix 3 - 2000 Season
Grand Prix 3 - 2000 Season è l'espansione ufficiale di Grand Prix 3, creato da Geoff Crammond e pubblicato dalla Microprose nel 2001.

## Caratteristiche
Questo videogioco riproduce la stagione 2000 di Formula 1, aggiungendo i tracciati di Sepang e Indianapolis, le scuderie e i nuovi piloti. Sono presenti migliorie estetiche (i circuiti e le auto sono maggiormente dettagliati); per i possessori di scheda audio Sound Blaster è possibile attivare il sistema EAX, in grado di aggiungere alcuni effetti come il riverbero nelle gallerie.
Si ricevono inoltre messaggi dai box ed è stata aggiunta una nuova modalità di gioco: Giri veloci, in cui fino a 22 piloti possono sfidarsi per il giro più veloce. Introdotta anche la GPaedia: una sezione che contiene informazioni dettagliate sulla stagione 2000 di Formula 1.